# 博多おくんち
博多おくんち（はかたおくんち）は、福岡県福岡市博多区にある櫛田神社の秋の例祭。秋の豊穣に感謝する祭りである。長崎くんち（長崎県長崎市）や唐津くんち（佐賀県唐津市）と並ぶ日本三大くんちとされるが、長崎や唐津のような大々的な祭りではない。

## 概要
櫛田神社で毎年11月23日に行われていた新嘗祭を、日程と名称を変更して昭和28年（1953年）より新たに始めた祭礼である。同年10月10日に発会した「博多おくんち振興会」によって挙行。新嘗祭よりも日程を1カ月繰り上げて行われることとなった。
毎年10月23日と24日に本祭が開催される。23日に大祭が本殿にて執り行われる。24日には御神幸が博多の町を練り歩く。牛車に曳かれた神輿を中心に、獅子頭、稚児行列、校区の小学校ブラスバンド部などによる御神幸行列が行われる。本祭の前日22日に博多埠頭の浜宮にて浜宮祭・神輿潔めが行われる。
例年は、大幡大神の「櫛田宮」の神輿（冷泉町が受け持ち）、天照皇大神の「大神宮」の神輿（上川端町が受け持ち）、そして素盞鳴大神の「祇園宮」の神輿（祇園町が受け持ち）のうちから1基が御神幸行列に並ぶ。25年に1度の御遷座周年の節目には3基が揃って行列に並ぶ（直近では2007年）。
御神幸のほか、例祭期間中には献茶式や相撲大会・柔道大会が執り行われる。